# Peter H. Wendover
Peter Hercules Wendover (New York, 1 augustus 1768 - New York, 24 september 1834) was een Amerikaans politicus. Hij was lid van het Huis van Afgevaardigden, namens de staat New York.

## Levensloop
Wendover was afgevaardigde voor de constitutionele conventies van de staat New York in 1801 en 1821 en was lid van de New York State Assembly in 1804.
Wendover werd voor de Democratisch-Republikeinse Partij lid van het veertiende, vijftiende en zestiende congres, als lid van het Huis van Afgevaardigden namens het tweede district van New York, in de periode van 4 maart 1815 tot 3 maart 1821. Nadien diende hij als sheriff van New York County van 1822 tot 1825.
Hij overleed in New York op 24 september 1834 en werd begraven op de begraafplaats van de Nederlands hervormde kerk.